# کاپریاتا دوربا
کاپریاتا دوربا (به ایتالیایی: Capriata d'Orba) یک کومونه در ایتالیا است که در استان آلساندریا واقع شده‌است.

## خصوصیات
کاپریاتا دوربا ۲۸٫۳ کیلومترمربع مساحت و ۱٬۸۶۲ نفر جمعیت دارد و ۱۷۶ متر بالاتر از سطح دریا واقع شده‌است.